# عالم‌پور، محبوب‌نگار
عالم‌پور، محبوب‌نگار (به انگلیسی: Alampur, Mahbubnagar) یک منطقهٔ مسکونی در هند است که در آندرا پرادش واقع شده‌است.

## خصوصیات
عالم‌پور ۹٬۳۵۰ نفر جمعیت دارد و ۱۵۹ متر بالاتر از سطح دریا واقع شده‌است.